# Sépia (heráldica)
Em heráldica, sépia ou fulvo (em francês tenné, variação de tanné: tanado, bronzeado, curtido) é um esmalte raramente utilizado, de um tom entre laranja e castanho. A sépia origina-se do molusco de mesmo nome (em português também "sibas"), do qual se extrai uma tinta de tonalidade marrom. Os espanhóis, chamam-na de leonado, em referência à pele do leão.